# До свидания, до завтра
«До свидания, до завтра» (пол. Do widzenia, do jutra) — польский художественный фильм 1960 года, снятый на киностудии KADR режиссёром Янушем Моргенштерном.
Премьера фильма состоялась 25 мая 1960 года. Режиссёрский дебют Януша Моргенштерна.

## Сюжет
Яцек, актёр гданьского студенческого театра «Тик-Так», случайно знакомится с Маргарит, дочкой французского консула, и влюбляется в неё. Девушка приехала в Польшу только на каникулы во время праздников. Яцек знакомит девушку с Гданьском, со своими друзьями-актёрами молодёжного театра. Встречи Маргарит и Яцека полны нежности и романтики, но вскоре молодые люди понимают, что им, людям из разных социальных систем, вряд ли суждено быть вместе…

## О фильме
События фильма отражают период из жизни Збигнева Цибульского — одного из организаторов, режиссёра и актёра известного гданьского студенческого кабаре «Бим-Бом». К простому, романтическому приключению, авторы фильма, пытаясь сохранить неповторимое явление, которым были кабаре Польши во второй половине 1950-х годов, ввели сцены, снятые в настоящих гданьских студенческих клубах. Стремясь передать их настроение, красоту и смысл, и тем самым выразить состояние духа и тоску тогдашней польской интеллигенции. Игра Збигнева Цибульского передаёт все нюансы — то, что скрыто в тени, между строк произнесённых слов, — несогласие с кратковременностью чувств, с миром, в котором нет места для романтизма и мгновенного счастья.

## В ролях
- Збигнев Цибульский — Яцек, актёр гданьского студенческого театра,
- Тереза Тушиньская — Маргарит, дочка французского консула,
- Гражина Мушинская — Иоася,
- Барбара Барановская — девушка из бара,
- Влодзимеж Белицкий — знакомый Яцека, поклонник Маргариты
- Яцек Федорович — Юрек,
- Роман Полански — Ромек,
- Тадеуш Войтых — Зыгмунт,
- Вацлав Ковальский — гость на выставке в Сопоте,
- Болеслав Абарт[пол.] — эпизод,
- Хелена Соколовская
- Ромуальд Фрейер — актёр театра «Тик-Так»
- Кшиштоф Комеда — пианист в клубе (нет в титрах)
- Владислав Ковальский — парень у выставочного зала (нет в титрах)
- Мечислав Васьковский — тип, продающий гороскопы (нет в титрах)
- Тадеуш Хыла — Тадек
- Адам Павликовский

## Награды
- 1961 — Международный кинофестиваль в Мельбурне «Серебряный бумеранг» — Ян Лясковский, оператор
- 1961 — Международный кинофестиваль в Страдфорде — Януш Моргенштерн, режиссёр
- 2011 — номинация на приз Złote Kaczki в категории «Лучший фильм о любви» — Тереза Тушиньская и Збигнев Цибульский.